# Vanilla walkerae
Vanilla walkerae Wight, 1845 è una pianta della famiglia delle Orchidacee, originaria dell'India.

## Descrizione
V. walkerae è un'orchidea di taglia grande, che cresce epifita su cespuigli, in area arida. Lo stelo, a crescita monopodiale, è spesso, un po' ramificato e rampicante, con una profonda incisione verticale ed evidenti segni di giunzioni nodali, da cui partono radici aeree; le foglie sono insignificanti e spesso mancano del tutto. La fioritura avviene in inverno mediante infiorescenze terminale lunga una quindicina di centimetri e portante una decina di fiori. Questi sono molto appariscenti, di consistenza sottile e finemente tramata, con  sepali di forma lanceolata, e petali di forma più arrotondata entrambi bianchi; il labello è bianco esternamente e giallo-arancione all'interno.

## Distribuzione e habitat
V. walkerae   è una pianta originaria dell'Asia, e più precisamente del sud dell'India e dell'Isola di Sri Lanka, dove cresce epifita, su secchi cespugli, a quote intorno ai 600 metri sul livello del mare.

## Coltivazione
Questa specie richiede esposizione all'ombra, teme i raggi diretti del sole, e temperature elevate nel periodo della fioritura, da ridurre nella fase di riposo; non necessita di grandi quantità d'acqua.